# Aurillac-2 (tổng)
Tổng Aurillac-2 là một tổng của Pháp, thuộc tỉnh Cantal trong vùng Auvergne-Rhône-Alpes.

## Các đơn vị trực thuộc
Tổng này gồm 4 xã:
- Aurillac: 4 845 dân (một phần của xã)
- Saint-Paul-des-Landes: 1 100 dân
- Sansac-de-Marmiesse: 1 101 dân
- Ytrac: 3 330 dân

## Lịch sử
| Ngày bầu cử                      | Tên            | Đảng | Chức vụ |
| -------------------------------- | -------------- | ---- | ------- |
| Dữ liệu trước năm 2001 không rõ. |                |      |         |
| 2001-2008                        | Yves Debord    | PS   |         |
| 2008-2014                        | Florence Marty | PS   |         |